# Hoàng Đức Nghi
Hoàng Đức Nghi (6 tháng 5 năm 1940 - 3 tháng 7 năm 2006), sinh tại xã Hồng Việt, huyện Hòa An, tỉnh Cao Bằng, là một chính khách người dân tộc Tày. Ông nguyên là Ủy viên Ban Chấp hành Trung ương Đảng Cộng sản Việt Nam khóa VII, VIII, Bộ trưởng - Chủ nhiệm Ủy ban Dân tộc của Chính phủ Việt Nam (1990-2002), Đại biểu Quốc hội khóa XI, XII, XIII.

## Kỷ luật
- Ban cán sự Đảng đã đề nghị hình thức kỷ luật cảnh cáo về chế độ trách nhiệm do có sai phạm về quản lý tài chính đối với ông Hoàng Đức Nghi[2][3].